# بحيرة الرغاية
بحيرة الرغاية هي بحيرة توجد في منطقة الرغاية في الجزائر العاصمة وتبعد عن وسط العاصمة ب30 كلم وعن مدينة بومرداس ب 14 كلم .وهي تتربع على مساحة تفوق 1500 هكتار وتضم في محيطها الطبيعي مركزا للصيد، ولأنها تتوفر على معايير اتفاقية رامسار حول المناطق الرطبة ذات الأهمية العالمية تحولت إلى محمية طبيعية ذات بعد عالمي، وتعد أحد المؤشرات التي تحدد مدى تدهور الوضعية البيئية في المعمورة، وتساهم حسب المختصين في هذا المجال في التوازن البيئي لشمال أفريقيا و البحر الأبيض المتوسط.
عبد الرؤوف بجاوي

## الوصف
- تتوزع المنطقة الرطبة لبحيرة الرغاية على إقليمي هراوة والرغاية وتعد آخر ما تبقى من المتيجة القديمة بعد جفاف بحيراتها ومستنقعاتها خلال الاحتلال الفرنسي نتيجة تقسيم الأراضي الذي طال المنطقة آنذاك. وتفوق مساحتها الإجمالية 1500 هكتار، منها 900 هكتار بحرية و600 هكتار برية، وتضم المنطقة البرية في حيزها الجغرافي بحيرة تفوق مساحتها 75 هكتارا، وهي مقصد للطيور المهاجرة القادمة من أوروبا هروبا من البرد الشديد وبحثا عن الشروط الملائمة للاستقرار المؤقت وفق الظروف الطبيعية والمناخية وماتمليه حركة هجرتها، أما المنطقة البحرية فتضم جزيرة بونطاح التي هي موطن صنفين من الطيور وتتوفر على 12 صنفا من الأسماك ذات الأهمية الإيكولوجية، وهو ما جعل منها مؤشرا طبيعيا يكشف ويحدد مدى تدهور الوسط البيئي في المنطقة المتوسطية وباقي مناطق العالم، خاصة تلك المرتبطة بحركة هجرة الطيور القادمة من أماكن بعيدة من العالم يصل بعدها إلى 800 كيلومتر.

## تصنيفها في اليونيسكو
- حسب مدير مركز الصيد بالرغاية عبد الرحمان طالب فإن المعطيات الطبيعية التي تتوفر عليها هذه المنطقة جعلتها تستجيب للمعايير الدولية الخاصة بالمناطق الرطبة ذات الأهمية العالمية وتم على أساس ذلك تصنيفها في جوان 2003 محمية طبيعية في إطار اتفاقية رامسار حول المناطق الرطبة، وهي مكسب طبيعي عالمي يجمع أصنافا حيوانية ونباتية هامة لضمان التنوع البيولوجي، كما أنها مكملة للسلسلة الغذائية واستمرار التوازن الإيكولوجي.

## مقصد للحيوانات والطيور
- المنطقة موطن لتكاثر الطيور وتأوي منها ما مجموعه 203 صنف منها 82 مائيا و4 أصناف من الطيور النادرة المحمية من طرف القانون الدولي و 55 نوعا محميا من طرف القانون الجزائري، وتتوفر على ثروة نباتية معتبرة تقدر بـ 233 صنف نباتي تمثل نسبة 13 بالمائة من نباتات شمال الجزائر.

## مركز الصيد بالرغاية ... موقع للنزهة
- يعد مركز الصيد بالرغاية أحد المراكز الأربعة التي تم إنشاؤها سنة 1983 لتربية المصيدات وحماية الحيوانات المهددة بالانقراض على المستوى الوطني وهو متخصص في تربية البط والإوز وتكثيف طيور الصيد في المناطق الرطبة. والمركز هو في الأصل جزء طبيعي من المساحة الإجمالية للمحمية، لا تتجاوز مساحته 27 هكتارا، تحول بفعل الموقع الذي يتميز به طبيعيا إلى مقصد سياحي، وحسب مدير المركز السيد طالب عبد الرحمان فإن التقديرات الأخيرة الخاصة بحركة تدفق الزوار من العائلات وتلاميذ المدارس على المركز خلال السداسي الأول من هذه السنة تشير إلى تسجيل توافد أكثر من 3565 تلميذ وطالب وأكثر من 96 ألف شخص في إطار الزيارات الترفيهية لصالح العائلات، وحسبه فإن العدد مرشح للارتفاع .